# تالا دان
تالا دان (به انگلیسی: Thala Dan) یک کشتی بود که طول آن ۸۱ متر (۲۶۶ فوت) بود.